# Interimport
Die Interimport GmbH war ein in Rottendorf bei Würzburg ansässiges Großhandelsunternehmen für Büchsenmacher und andere Händler mit einer Waffenhandelslizenz (kurz: WHL). Das Unternehmen besetzte eine Großhandelsnische in der Branche Jagd. Interimport vertrieb Jagdwaffen, Munition, Optik, Ausrüstung und Zubehör, sowie Jagdbekleidung.

## Die Unternehmensentwicklung im damaligen Deutschland
Seit März 1966 besteht die Interimport GmbH in der heutigen Rechtsform und gehört damit seit 40 Jahren (Stand 2006) zu den bekannten Unternehmen in der Branche. In den ersten Jahren der Firmenentwicklung vertrauten zahlreiche Hersteller bzw. Lieferanten ihre Marken-Vertretungen der Interimport GmbH an. 
Die ersten Vertretungen kamen aus den Ländern Italien, der damaligen DDR, aus der Sowjetunion (heute Russland), sowie der CSSR (heute Tschechien). Bemerkenswert war dabei der Umstand, dass viele marktwirtschaftlich gesteuerte Geschäftsprozesse trotz des eisernen Vorhangs bzw. der sozialistisch geprägten Politik in den Staaten des Warschauer Paktes problemlos ihren Lauf nahmen. Vor allem bei spezifischer Betrachtung des Warenaustausches in Form von Jagd- und Sportwaffen sowie Munition. 

## Das Unternehmen heute
Zuletzt war die Interimport GmbH eine Tochter der Frankonia Handels GmbH & Co. KG mit Sitz in Rottendorf bei Würzburg. Frankonia wiederum ist Tochter der Heine Gruppe, die  innerhalb des Otto-Versands Hamburg wirkt. Diese Art der Firmen-Struktur erlaubt es dem eigentlichen Nischenanbieter auf eine hoch technisierte Infrastruktur des Mutterunternehmens zurückzugreifen. Vor allem im Distanzhandel bzw. Versandhandel werden solche Verbindungen häufig forciert. Die Interimport GmbH bot, neben den klassischen Großhandelsaktivitäten, etwa seit Mitte 2006 weitere Serviceleistungen für ihre Kunden an, wie zum Beispiel Marketing-Beratung und operative Durchführung von Werbeprojekten innerhalb eines Partnerprogramms. 2010 wurde die Interimport auf die Frankonia Handels GmbH & Co. KG verschmolzen.